# Гобах
Гобах (нем. Gohbach) — река в Германии, протекает по земле Нижняя Саксония. Правый приток Аллера.
Длина реки совместно с притоком Шмобахом составляет 24,3 км. Площадь водосборного бассейна — 107 км².
Берёт исток на высоте около 54 м над уровнем моря около деревни Дрессель (Виссельхёведе, район Ротенбург-на-Вюмме). Течёт в юго-западном направлении. Протекает через коммуны Кирхлинтельн и Ферден (район Ферден). Впадает в Аллер в деревне Айце, с северо-востока от города Ферден на высоте 11 м над уровнем моря.
Притоки от истока к устью: Шмобах, Гиббах, Линдхопер-Грабен (правые).